# Anapisa kerri
Anapisa kerri är en fjärilsart som beskrevs av Holland 1898. Anapisa kerri ingår i släktet Anapisa och familjen björnspinnare. Inga underarter finns listade i Catalogue of Life.